# تونی آگانا
تونی آگانا (انگلیسی: Tony Agana؛ زادهٔ ۲ اکتبر ۱۹۶۳) یک بازیکن فوتبال اهل انگلستان است.
از باشگاه‌هایی که در آن بازی کرده‌است می‌توان به باشگاه فوتبال ویموث، باشگاه فوتبال ولینگ یونایتد، باشگاه فوتبال نوتس کانتی، باشگاه فوتبال گایزلی، باشگاه فوتبال واتفورد، باشگاه فوتبال لیدز یونایتد، باشگاه فوتبال لیک تاون، باشگاه فوتبال شفیلد یونایتد، و باشگاه فوتبال آلفرتون تاون اشاره کرد.